# Kajászó
Kajászó là một thị trấn thuộc hạt Fejér, Hungary. Thị trấn này có diện tích 23,98 km², dân số năm 2010 là 1048 người, mật độ 44 người/km².